# Élections départementales sénégalaises de 2014
Les élections départementales sénégalaises se sont déroulées le 29 juin 2014, cinq ans après les précédentes (22 mars 2009). Les résultats définitifs sont accessibles après validation du ministre de l'intérieur mais sont aussi susceptibles d’être modifiés par le conseil constitutionnel.
Ces élections visent a élire les conseillers départementaux des départements du Sénégal. Les élections municipales ont lieu simultanément. 

## Organisation
Le ministre de l'intérieur est chargé de l'organisation matérielle des élections politiques mais également de la préparation  et du suivi du droit électoral.
La commission électorale nationale autonome est chargée de l'organisation, de la supervision et de la proclamation provisoire des résultats.
Le vote est couplé :
- l'électeur vote départementale et/ ou municipale

les bulletins de vote sont totalement différents.
Tous les conseillers sont élus pour cinq (5) ans.

## Mode de scrutin
Dans chacun des départements composants les régions senegalaises, les conseillers sont élus pour moitié au scrutin de liste majoritaire à un tour, et pour moitié au scrutin proportionnel sur des listes complètes, sans panache ni vote préférentiel.
Le nombre de conseillers à élire dans chaque département au scrutin majoritaire est déterminé par décret en tenant compte de leur importance démographique.
Le nombre de conseillers départementaux  à élire dans chaque département ne peut être inférieur à quatre.
Il n'est utilisé qu'un seul bulletin de vote pour les deux modes de scrutin.